# Mary Ward (religiosa)
Mary Ward, talvolta italianizzato in Maria della Guardia (Mulwith, 23 gennaio 1585 – Heworth, 30 gennaio 1645), è stata una religiosa britannica, fondatrice della congregazione delle Dame Inglesi.

## Biografia
Nacque nello Yorkshire da Marmaduke e Ursula Wright Ward (la bambina nacque dal secondo matrimonio della madre). Desiderosa di abbracciare la vita religiosa ma impossibilitata a farlo a causa delle persecuzioni anti-cattoliche, nel 1609 si trasferì con alcune compagne in Francia ed entrò, senza prendere i voti, nel monastero delle clarisse di Saint-Omer. Non soddisfatta dalla vita contemplativa, l'anno seguente si spostò con le compagne a Gravelines, per dedicarsi all'apostolato attivo.
Nel 1609, aprendo una scuola a Sant-Omer, diede vita alla compagnia delle cosiddette Dame Inglesi, la più antica congregazione di suore finalizzata specificatamente all'educazione delle fanciulle; legate alla spiritualità di sant'Ignazio di Loyola, le religiose iniziarono ad essere chiamate anche "Gesuitesse". Le Dame Inglesi si diffusero rapidamente in numerose regioni europee (Fiandre, Baviera, Austria, Italia).
Papa Paolo V concesse alla congregazione il decreto di lode nel 1616, ma i successori del pontefice non vollero proseguire le procedure per l'approvazione del nuovo istituto: a destare la preoccupazione della Santa Sede erano l'esenzione delle sorelle dall'obbligo della clausura (imposta a tutte le religiose da Pio V), la direzione centrale di tutte le case da una superiora generale, la dipendenza diretta dal papa e la forma di vita secondo le costituzioni della Compagnia di Gesù.
Il 16 gennaio 1631 papa Urbano VIII, con bolla Pastoralis Romani Pontificis, decretò la soppressione della congregazione: la Ward venne accusata di eresia e imprigionata nel monastero delle clarisse di Monaco di Baviera, ma si rifiutò di firmare la dichiarazione di colpevolezza preparata dagli inquisitori. Trasferita a Roma, nel 1637 venne liberata e si stabilì in Belgio.
Grazie ad una lettera di presentazione di papa Urbano VIII a Enrichetta Maria di Francia, regina di Gran Bretagna, Mary Ward poté tornare in patria ed aprire le sue scuole anche in Inghilterra. La sua congregazione venne approvata solo nel 1703 da papa Clemente XI come Istituto della Beata Vergine Maria.